# 近藤あや
近藤 あや（こんどう あや、1991年11月10日 - ）は、日本のモデル、タレント。埼玉県さいたま市出身。埼玉県立南稜高等学校卒業。駒澤大学法学部卒業。日本人の父とフィリピン人の母を持つハーフ。

## 略歴
- 2013年大学在学時にテラスハウス (テレビ番組)に出演。その後、海の家でアルバイトをした後[3]、モデル・タレントとして活動[4]。大学卒業後の2014年には母の故郷であるフィリピンに留学[5]。この経験がきっかけで旅好きとなり世界各国を訪れるようになったという[6]。
- 2022年8月30日、自身のInstagramにて“旅するクリエイター”Keiとの結婚を発表[7]。共にYouTubeチャンネルKei&Ayaに出演、企画している。

## 人物
- 身長が150cm[8]で、小さいならではのSサイズコーディネート術をブログやSNSで紹介。
- 留学の経験を活かした留学プランナーとしての活動も行っている。
- 趣味は『ドラえもん』のグッズ収集で、そのことから作者の藤子・F・不二雄の出身地である富山県のローカル番組『#きとキュン♡トラベラー with T（チューリップテレビ）』で番組MCを務めている[9]。

## 出演

### テレビ
- テラスハウス（【27th WEEK】2013年4月19日 - 【38th WEEK】7月5日 、フジテレビ）
- #きとキュン♡トラベラー → #きとキュン♡トラベラー with T（2016年11月29日 - 2022年3月30日、チューリップテレビ）
- もぐもぐかまいたち!〜一万円で食べつくす石川・富山グルメツアー〜（2019年9月25日、北陸放送、チューリップテレビ共同制作）
- テイバン・タイムズ（2020年4月5日 - 、BS朝日） 不定期で出演

### CM
- アンファー（2014年）[10]
- 北陸はればれキャンペーン（2018年）[11]

## 著書
- 『わりと、近藤です。』（2014年4月5日発売、宝島社、TD9784800224750）